# Unione Sportiva Avellino 1956-1957
Questa pagina raccoglie le informazioni riguardanti l'Unione Sportiva Avellino nelle competizioni ufficiali della stagione 1956-1957.

## Rosa
| N. |                   | Ruolo | Calciatore\|           |
| -- | ----------------- | ----- | ---------------------- |
|    | Italia (bandiera) | P     | Fizio                  |
|    | Italia (bandiera) | P     | Lorenzo Pastorelli     |
|    | Italia (bandiera) | D     | Germano Da Dalto       |
|    | Italia (bandiera) | D     | Loprete                |
|    | Italia (bandiera) | D     | Eugenio Mauri          |
|    | Italia (bandiera) | D     | Benito Zanellato       |
|    | Italia (bandiera) | C     | Armo Agosto (capitano) |
|    | Italia (bandiera) | C     | Ferdinando Del Gaudio  |

| N. |                   | Ruolo | Calciatore        |
| -- | ----------------- | ----- | ----------------- |
|    | Italia (bandiera) | C     | Marcello Alberici |
|    | Italia (bandiera) | C     | Giovannini        |
|    | Italia (bandiera) | A     | Vincenzo Assanti  |
|    | Italia (bandiera) | A     | Forte             |
|    | Italia (bandiera) |       | Carlo Basile      |
|    | Italia (bandiera) |       | Lini              |
|    | Italia (bandiera) |       | Garbin            |
|    | Italia (bandiera) |       | Magnani           |